# 연삼로
연삼로(Yeonsam-ro)는 제주특별자치도 제주시 연동 신광사거리 에서 삼양동 삼양검문소교차로를 잇는 도로이다.

## 주요 경유지
제주특별자치도
- 제주시 (연동 - 오라동 - 이도동 - 일도동 - 건입동 - 화북동 - 삼양동)

## 노선
| 이름                | 접속 노선                        | 소재지          | 소재지          | 비고            |
| 일주서로와 직결     | 일주서로와 직결                  | 일주서로와 직결 | 일주서로와 직결 | 일주서로와 직결 |
| ------------------- | -------------------------------- | --------------- | --------------- | --------------- |
| 신광사거리          | 지방도 제1132호선 (도령로)       | 제주시          | 연동            |                 |
| 마리나사거리        | 신대로                           | 제주시          | 연동            |                 |
| 잠수교              |                                  | 제주시          | 연동            |                 |
|                     | 오라동                           | 제주시          |                 |                 |
| 보건소사거리        | 오남로                           | 제주시          |                 |                 |
| 도남사거리          | 도남로                           | 제주시          | 이도동          |                 |
| 이도광장 교차로     | 지방도 제1131호선 (중앙로)       | 제주시          | 이도동          |                 |
| (이름없음)          | 가령로                           | 제주시          | 이도동          |                 |
| 산지2교             |                                  | 제주시          | 이도동          |                 |
| 제주은행사거리      | 연신로                           | 제주시          | 일도동          |                 |
| 우성아파트사거리    | 천수동로                         | 제주시          | 일도동          |                 |
| 거로사거리          | 국가지원지방도 제97호선 (번영로) | 제주시          | 건입동          |                 |
| 화북공업단지 삼거리 |                                  | 제주시          | 화북동          |                 |
| 제2거로교 제3거로교 |                                  | 제주시          | 화북동          |                 |
| 도련교              |                                  | 제주시          | 도련동          |                 |
| 도련초 남측 삼거리  | 연북로                           | 제주시          | 도련동          |                 |
| 도련사거리          | 삼봉로                           | 제주시          | 도련동          |                 |
| 삼양검문소 교차로   | 지방도 제1132호선 (일주동로)     | 제주시          | 삼양동          |                 |

## 주요 건물 및 시설
- S-OIL 성안주유소 (연삼로 50/연동 310-1)
- SK에너지 스타코엑스 별표주유소 (연삼로 79/오라삼동 2730)
- GS25 제주연동대로점 (연삼로 84/연동 320-11)
- JIBS 제주방송 (연삼로 95/오라삼동 2750)
- 볼보자동차 제주전시장(아이비모터스) (연삼로 98/오라삼동 2748)
- 메르세데스벤츠 KCC오토 제주전시장 (연삼로 101/오라삼동 2791)
- 기아오토큐 오라점 (연삼로 116/오라삼동 2811-4)
- BMW 도이치모터스 제주전시장 (연삼로 12/오라삼동 2811)
- HD현대오일뱅크 굿모닝제이케이주유소 (연삼로 135/오라삼동 2138)
- 르노코리아 제주대리점 (연삼로 158/오라이동 2157)
- S-OIL 성신주유소 (연삼로 159/오라이동 2158-1)
- 수협 제주어류양식수협 (연삼로 166/오라이동 2155-1)
- 세븐일레븐 제주광어가공유통센터점 (연삼로 166/오라이동 2155-1)
- 기아자동차 한라대리점 (연삼로 177/오라이동 1206)
- GS칼텍스 오라주유소 (연삼로 194/오라이동 1212-2)
- 세븐일레븐 제주헤르지아점 (연삼로 199/오라이동 1222)
- 투썸플레이스 제주오라점 (연삼로 259/오라일동 1063-5)
- 티스테이션 연삼로점 (연삼로 313/도남동 50-5)
- GS칼텍스 합동청사주유소 (연삼로 314/도남동 61)
- SK에너지 도남주유소 (연삼로 328/도남동 62-13)
- CU 제주도남점 (연삼로 366/도남동 80)
- KFC 제주시청점 (연삼로 291/이도이동 1065-4)
- 롯데하이마트 이도점 (연삼로 423/이도이동 1060-9)
- SK에너지 이도그린주유소 (연삼로 480/이도이동 1063)
- 제주도서관 (연삼로 489/이도이동 414)
- 제주특별자치도선거관리위원회 (연삼로 506/이도이동 417)
- 제주은행 연삼로금융센터 (연삼로 511/일도이동 68-6)
- CU 제주우성아파트점 (연삼로 550/일도이동 113)
- E1 제주안전LPG충전소 (연삼로 640/건입동 12-3)
- GS칼텍스 장안주유소 (연삼로 718/화북이동 3627-1)
- 한국타이어 제주화북점 (연삼로 886/화북이동 2388-2)
- SK에너지 SK행복충전 동명가스충전소 (연삼로 804/화북이동 908-1)
- GS칼텍스 용호주유소 (연삼로 806/화북이동 876-6)
- 아성다이소 제주삼화점 (연삼로 844/화북이동 168-1)
- GS칼텍스 도련주유소 (연삼로 874/도련일동 2200-5)
- 스타벅스 제주삼화DT점 (연삼로 884/도련일동 2191-2)
- 롯데하이마트 삼화점 (연삼로 888/도련일동 2190-3)
- SK에너지 삼화석유 동서셀프주유소 (연삼로 892/도련일동 2190-5)
- 현대자동차 블루핸즈 삼화점 (연삼로 910/도련일동 1933)
- 뚜레쥬르 제주도련점 (연삼로 974/도련이동 564-20)
- CU 제주도련사거리점 (연삼로 978/도련이동 579-9)
- 포르쉐서비스센터 제주 (연삼로 993/도련이동 611-1)
- S-OIL 삼일주유소 (연삼로 1051/삼양일동 1358-1)